# قندیل
قندیل، روستایی در دهستان سمغان بخش مرکزی شهرستان کوه‌چنار در استان فارس ایران است.

## جاذبه گردشگری
از جاذبه‌های گردشگری این روستا می‌توان به کوه‌نوردی و طبیعت زیبای آن و بافت سنتی و منحصربفرد روستا نام برد، اما می‌توان به عنوان مهم‌ترین جاذبه گردشگری روستا، به نقش برجسته تنگ قندیل اشاره کرد که سالانه پذیرای صدها گردشگر ایرانی و خارجی می‌باشد.

## جمعیت
بر پایه سرشماری عمومی نفوس و مسکن در سال ۱۳۹۵، جمعیت این روستا برابر با ۲۹۳ نفر (۹۶ خانوار) بوده است.